# For Those About to Rock: Monsters in Moscow
For Those About to Rock: Monsters in Moscow je filmový záznam rockového hudebního festivalu, který se konal 28. září 1991 na letišti Tušino v Moskvě.

## Festival
Festival Monsters of Rock se konal v mnoha městech západní Evropy již od roku 1980. Na moskevském letišti se uskutečnil dne 28. září 1991 a stal se jedním z největších rockových koncertů konaných v tehdejším Sovětském svazu. Událost proběhla v kontextu významných politických změn, krátce po srpnovém puči a v období postupného rozpadu SSSR. Festival přilákal podle oficiálních údajů zhruba 500 000 návštěvníků, podle neoficiálních odhadů byl počet přítomných ještě větší, údajně až 1,6 milionu. Na festivalu vystoupily slavné mezinárodní rockové a metalové skupiny společně s jednou domácí skupinou:
- AC/DC
- Metallica
- The Black Crowes
- Pantera
- E.S.T.

Zajištění pořádku na místě bylo svěřeno vojenským jednotkám a pořádkové policii, přičemž přes vysoký počet účastníků nebyly zaznamenány vážnější bezpečnostní incidenty. Festival představoval jednu z prvních příležitostí pro široké sovětské publikum zažít živá vystoupení prominentních západních hudebních skupin, což bylo v předchozích dekádách omezeno kulturní politikou státu. Událost je zpětně hodnocena jako významný moment v historii populární hudby v Rusku a jako součást širšího procesu kulturních změn probíhajících na počátku 90. let.

## Záznam
Záznam obsahuje 13 skladeb:
| Skladba                                 | Interpret        |
| --------------------------------------- | ---------------- |
| Back in Black                           | AC/DC            |
| Highway to Hell                         | AC/DC            |
| Whole Lotta Rosie                       | AC/DC            |
| For Those About to Rock (We Salute You) | AC/DC            |
| Enter Sandman                           | Metallica        |
| Creeping Death                          | Metallica        |
| Fade to Black                           | Metallica        |
| Stare It Cold                           | The Black Crowes |
| Rainy Day Women Nos. 12 & 35            | The Black Crowes |
| Cowboys From Hell                       | Pantera          |
| Primal Concrete Sledge                  | Pantera          |
| Psycho Holiday                          | Pantera          |
| Bully                                   | E. S. T          |

### Související
- Moscow Music Peace Festival
- For Those About to Rock We Salute You